# 天問2号
天問2号（てんもんにごう、拼音: Tiānwèn ティエンウェン、Tianwen-2）は中華人民共和国の小惑星探査機、彗星探査機である。小惑星(469219) Kamoʻoalewaからのサンプルリターンとパンスターズ彗星 (311P)の探査を行う。
2025年5月29日に打ち上げられた。

## 概要

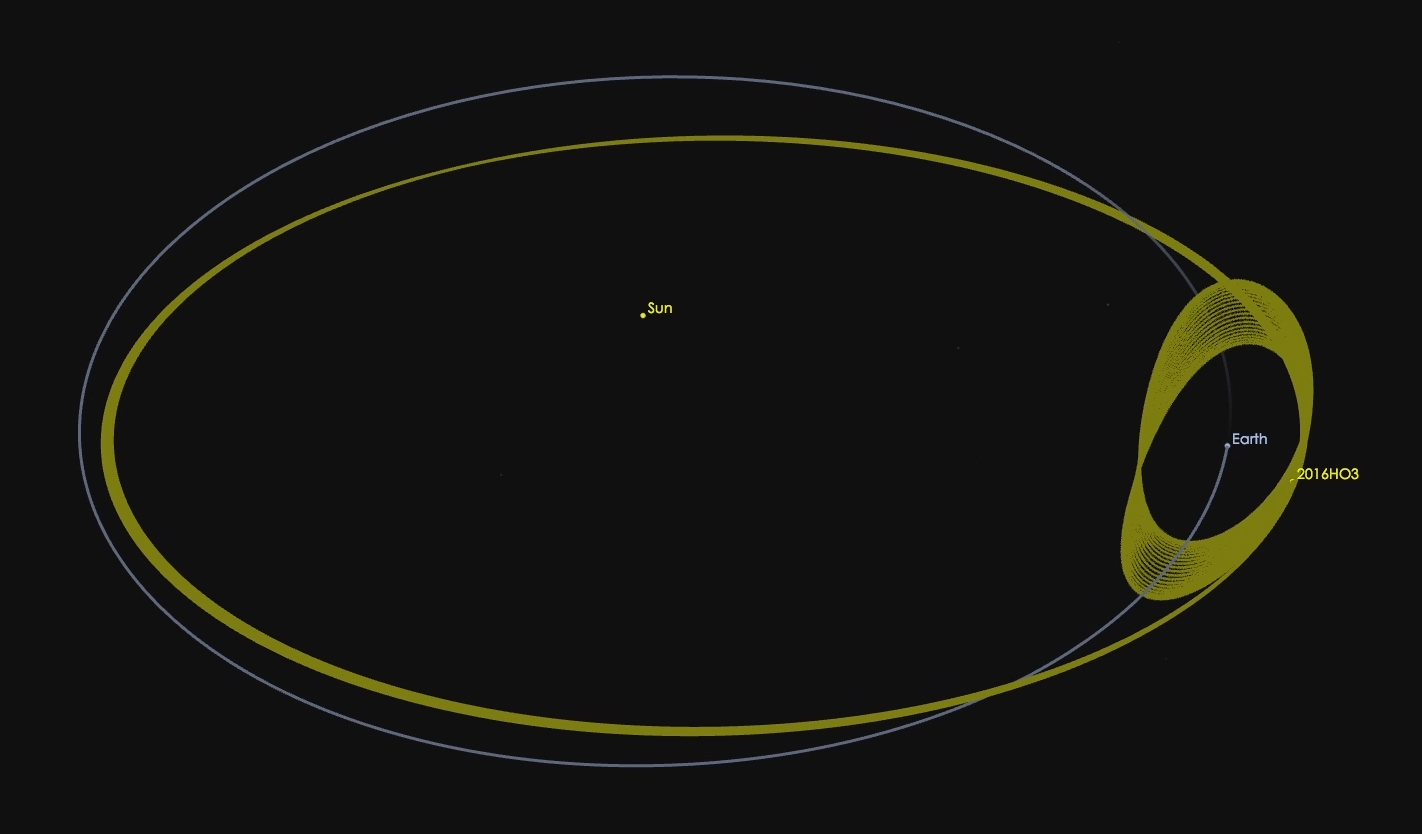
小惑星(469219) Kamoʻoalewaの軌道

打ち上げ後、天問2号は太陽周回軌道に投入され、小惑星(469219) Kamoʻoalewaに向け航行する。小惑星到着後、探査機は搭載された科学観測機器で小惑星を調査し、表面に着陸してサンプルを採取する。(469219) Kamoʻoalewaはかつて月の一部が衝突により弾き飛ばされ、小惑星となったという説が提唱されている。打ち上げから2年半後、天問2号は地球に帰還し、サンプルを収めたカプセルを分離する。その後、探査機は再び地球を離れメインベルト彗星のパンスターズ彗星 (311P)の観測を行う。

## 打ち上げ後の経過
2025年
- 5月29日、打ち上げ[1]。
- 5月30日、月と地球を撮影[4]。